# چاندرا شومشر جنگ بهادر رانا

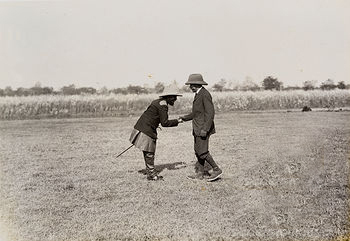
نگاره‌ای به تاریخ دسامبر ۱۹۱۱ از چاندرا بهادر رانا در مقام نخست‌وزیر نپال، حین عرض ارادت به درگاه جرج پنجم، پادشاه بریتانیا و ایرلند و قلمروهای بریتانیا و امپراتور هند که برای شکار به نپال سفر کرده بود.

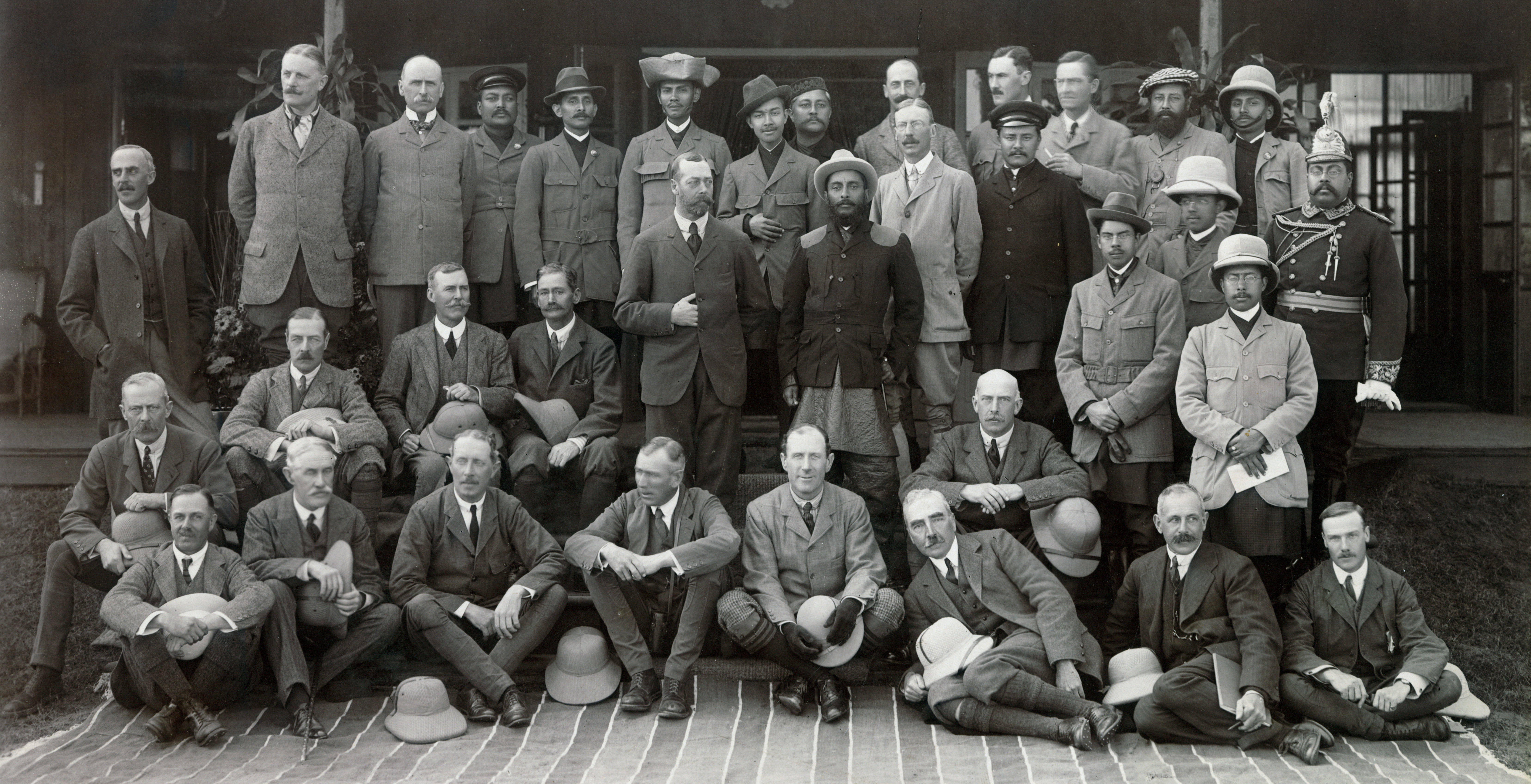
نگاره‌ای به تاریخ ۱۸ دسامبر ۱۹۱۱ از چاندرا بهادر رانا، ایستاده در کنار جرج پنجم و تیم همراهان و ملازمانِ درگاه پادشاه در نپال. در این سفر ۱۰ روزه، جرج پنجم و تیم همراهش، ۳۹ ببر، ۱۸ کرگدن، ۴ خرس و موارد نامعلومی از خارپشت و پلنگ را شکار کردند.

چاندرا شومشر جنگ بهادر رانا (به نپالی: चन्द्र शमशेर जङ्गबहादुर राणा)، فیلد مارشال، مهاراجه، سیاست‌مدار و عضو برجستهٔ دودمان سلطنتی رانا در نپال بود.
وی در مقام نخست‌وزیر نپال، نقش مهمی در عقد قرارداد ۱۹۲۳ نپال-بریتانیا (en) داشت.